# 布瓦西勒布瓦
布瓦西勒布瓦（法語：Boissy-le-Bois，法語發音：[bwasi lə bwa]）是法国瓦兹省的一个旧市镇，属于博韦区。

## 地理
布瓦西勒布瓦（49°16'38"N, 1°56'35"E）面积6.04 平方千米，位于法国上法蘭西大區瓦兹省，该省份为法国北部内陆省份，北起索姆省，西接厄尔省和滨海塞纳省，南至塞纳-马恩省和瓦兹河谷省，东临埃纳省。
与布瓦西勒布瓦接壤的市镇（或旧市镇、城区）包括：巴希维莱尔、韦克桑地区肖蒙、埃南库尔勒塞克、费莱塞唐、弗勒里、韦克桑地区阿尔迪维莱尔、洛孔维尔。

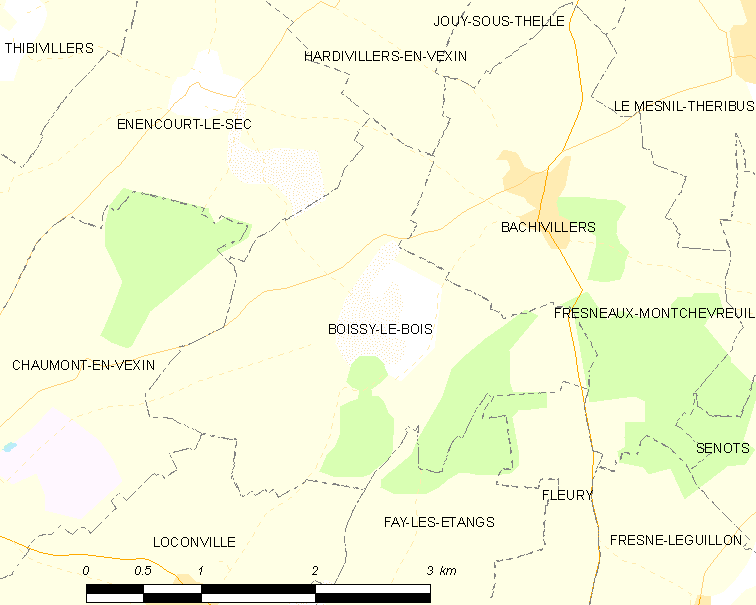
布瓦西勒布瓦的OSM定位图

布瓦西勒布瓦的时区为UTC+01:00、UTC+02:00（夏令时）。

## 行政
布瓦西勒布瓦的邮政编码为60240，INSEE市镇编码为60080。

## 政治
布瓦西勒布瓦所属的省级选区为韦克桑地区肖蒙县。

## 人口

1962-2008年间布瓦西勒布瓦人口变化图示

布瓦西勒布瓦于2018年1月1日时的人口数量为187人。